# 図子靖代
図子 靖代（ずし やすよ、8月28日 - ）は、西日本放送の契約アナウンサー。

## 概要
- 香川県三豊市出身。A型。
- 香川県歯科技術専門学校卒業、RNCアナウンスカレッジ修了（第2期生）。

## 現在の出演番組
- RNC Newsリアルタイム - 天気コーナー
  - 金曜担当（2006年4月7日 - 12月22日）
  - 月 - 水・金曜担当（2007年1月5日 - 9月28日）
  - 全曜日担当（2007年10月1日 - 2008年10月3日）
  - 木・金曜担当（2008年10月9日 - 2010年3月26日）
- RNC news every. - 天気コーナー
  - 金曜担当（2010年4月2日 - 10月1日）
  - 水曜担当（2010年10月6日 - 2011年3月30日）
  - 水・金曜担当（2011年4月6日 - 2012年3月30日）
  - 水 - 金曜担当（2012年4月4日 - 6月1日）
  - 木・金曜担当（2012年6月7日 - 2017年5月26日）
- まるがめ競艇ウイークエンド情報局